# 골든 크라운
골든 크라운(페르시아어: تاج طلایی)은 1958년부터 1979년까지 존재했던 이란 제국 공군의 곡예비행단이었다. 창설 당시 14명의 파일럿들은 서독에서 교육을 받았다.

## 갤러리

widths="250px"
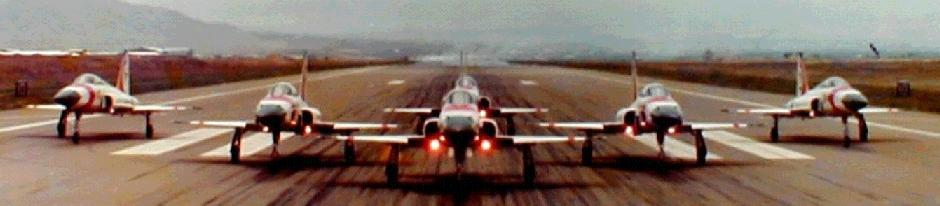
1950년대, 메라바드 공군기지에서 이륙하는 F-5E 편대
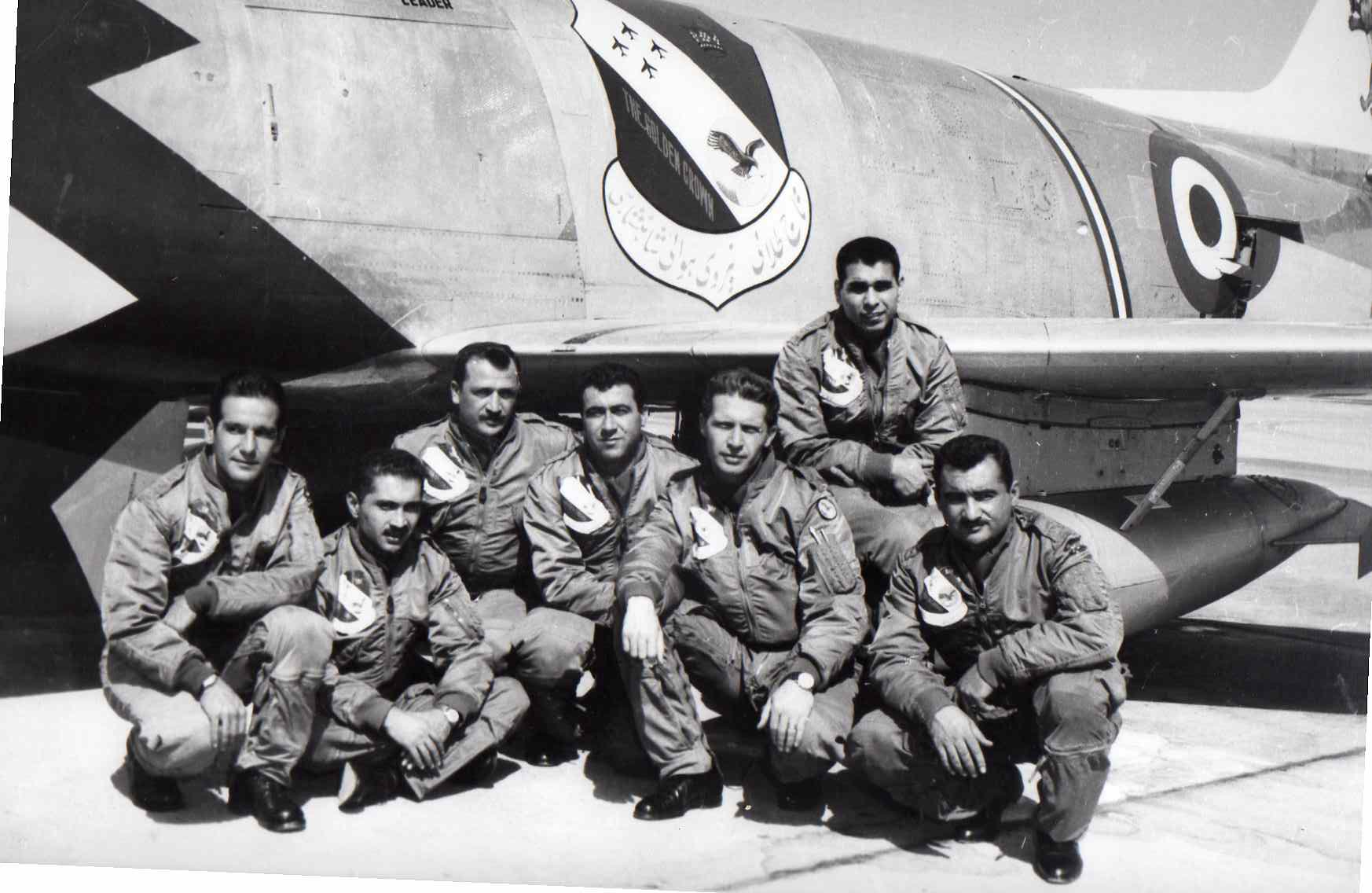
왼쪽으로부터: 아스가르 이마니안, 압돌호세인 미누세페르, 나데르 자한바니(대장), 나데르 유세피, 바흐만 바게리, 아야트 모하게기, 파리보르즈 바이바르
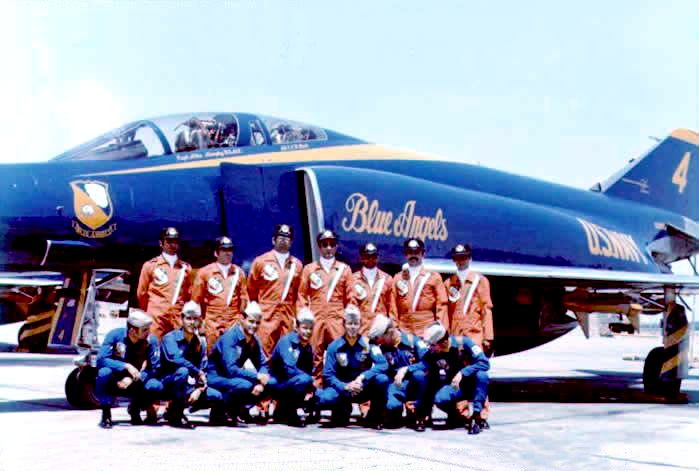
1973년, 미국 해군 블루 앤젤스와 합동 에어쇼
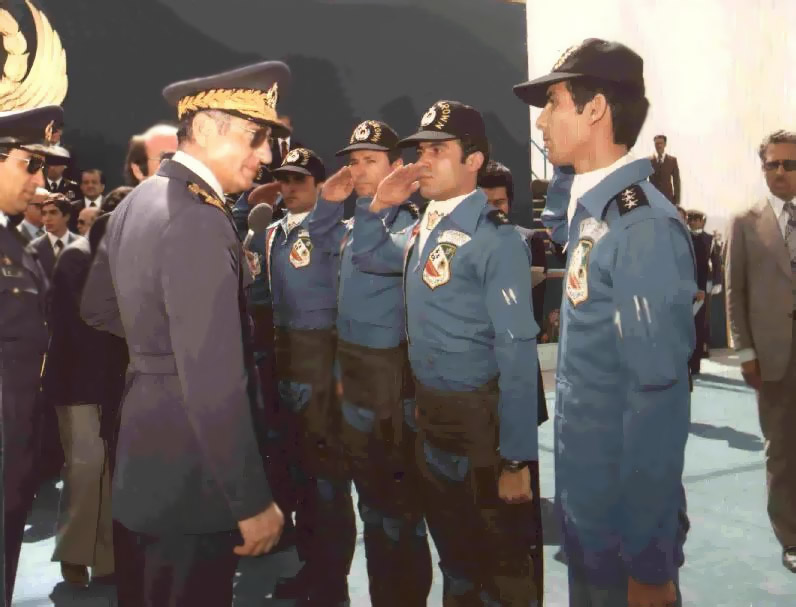
1976년, 골든 크라운 팀을 방문한 팔라비 2세
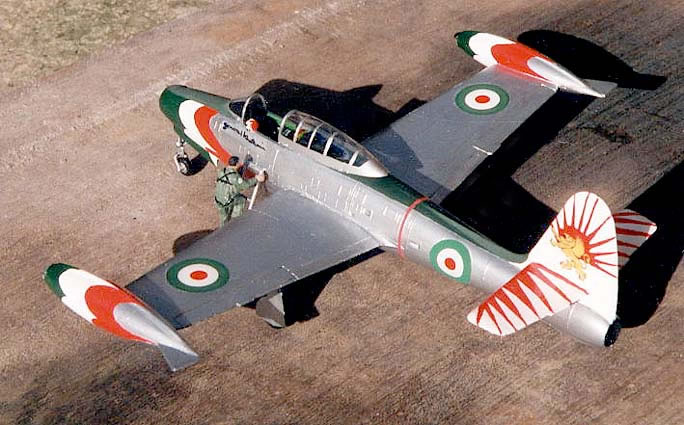
곡예비행단이 보유한 F-84G Thunderjet